# Myōjin-shō

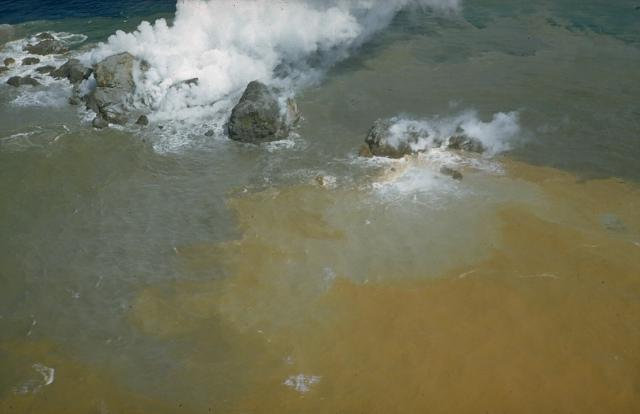
Ånga från Myōjin-Shō under ett undervattensutbrott 1952.

Myōjin-Shō (明神礁?) är en undervattensvulkan ungefär 450 kilometer söder om Tokyo i Japan. Vulkanisk aktivitet har påvisats där ända sedan 1869. Flera vulkanutbrott har ägt rum där varav det mest kraftfulla resulterade i uppkomsten och tillbakabildningen av en liten ö. Namnet Myōjin-shō är härlett från en fiskebåt Nr 11 Myōjin-Maru vars besättning bevittnade vulkanens största utbrott år 1952.